# Två bröder emellan
Två bröder emellan är en svensk komedi av buskisduon Stefan & Krister. Den hade premiär den 4 juli år 2004 på Vallarnas friluftsteater i Falkenberg och visades den 22 december år 2005 på TV4.
Farsen följdes av Två ägg i högklackat.

## Handling
Bröderna Ingmar och Gustav Nilsson äger ett motell med två rum, och en butik (musik och däck), men verksamheten har gått utför och de befinner sig nu i ett läge där de knappt har pengar till elen.
En förmiddag får de besök av kommunfullmäktige, först sekreteraren Hjördis Hemlin och strax därefter det försupna kommunalrådet Malte Andersson. Deras ärende är att lämna ett kontraktsförslag om kommunens intresse att köpa Nilssons rörelse, men de kan dock inte tala om anledningen till att de vill köpa rörelsen förrän efter underskrift. Gustav har inget emot att sälja, men Ingmar vill helst fortsätta driften och hoppas få anställa någon – helst en kvinna. Kommunparet tillbringar förhandlingstiden på motellet.
Gustav som är firmans överhuvud skriver över sitt ägarskap till Ingmar i försök att avslöja kommunens planer, men Ingmar utnyttjar detta som en fälla för Gustav och kontaktar Arbetsförmedlingen för rekrytering. Han får direkt napp, och förväntar sig en vacker dam vid namn Kim. I stället dyker en manlig invandrare från Senegal upp, och blir mottagen med rasistiska och fördomsfulla uttalanden av Gustav. Mannen visar sig vara Kim. Ingmars besvikelse går dock snabbt över eftersom Kim visar sig vara mycket klok, han har en plan att förnya och utveckla verksamheten, vilket lätt kan göra Ingmar och Gustav till mångmiljonärer. Ingmar kommer också närmare sina romantiska drömmar när Kim ordnar dit en kvinnlig ljushylld invandrarkompanjon, Virena, som är proffsig administratör.
Gustav har ett hemligt förhållande med Hjördis, han vet att hon är gift, men han vet dock inte att hon även vänstrar med Malte. Gustav tjuvlyssnar när Malte och Hjördis pratar om ett 20-miljonersbelopp och tror det gäller deras bud på Nilssons rörelse. Han nämner detta till Ingmar, som i sin tur drabbas av ett svårt dilemma.
Samtidigt försöker Lufsen, en något förvirrad hantverkare, laga köket efter ett vattenläckage den gångna natten.

## Om filmen
Filmen hade svensk premiär på DVD år 2005.

## Rollista
| Jeanette Capocci   | – Virena Melanski         |
| Jill Ung           | – Hjördis Hemlin          |
| Jojje Jönsson      | – Lars-Uno "Lufsen" Olsen |
| Lamine Dieng       | – Kim Diop                |
| Lars Väringer      | – Gustav Nilsson          |
| Stefan Gerhardsson | – Ingmar Nilsson          |
| Sven Melander      | – Malte Andersson         |